# 甄像
甄像（2世紀—235年），曹魏外戚，文昭甄皇后的侄子，甄皇后哥哥甄俨的嫡子。
太和元年（227年）三月，魏明帝追封外祖父甄逸为安城乡侯，命表兄弟甄像袭爵安城乡侯，四月，甄像为虎贲中郎将。太和四年（230年）十一月，魏明帝派甄像兼太尉，持节到邺城，昭告后土，十二月，甄像还京，转任散骑常侍。青龙二年（234年）夏，东吴攻打扬州，以甄像为伏波将军，持节监诸将东征，还京，再任射声校尉。青龙三年（235年），甄像去世，追赠卫将军，改封魏昌县侯，谥号贞侯。子甄畅嗣，甄畅弟甄温、甄革、甄艳都为列侯。